# Green Line (MBTA)
| Zwei Fahrzeuge vom Typ 9 der Green Line am Depot |                       |                                                                               |                                                                               |
| Schematischer Netzplan (Stand Dez. 2022) |                       |                                                                               |                                                                               |
| Streckenlänge: | 43,0 km               |                                                                               |                                                                               |
| Spurweite: | 1435 mm (Normalspur)  |                                                                               |                                                                               |
| Stromsystem: | 600 =                 |                                                                               |                                                                               |
| Minimaler Radius: | 10,058 m              |                                                                               |                                                                               |
| |                       |                                                                               |                                                                               |
| Typ | Light rail            |                                                                               |                                                                               |
| Ort | Boston, Massachusetts |                                                                               |                                                                               |
| Anzahl Stationen | 70                    |                                                                               |                                                                               |
| Eröffnung | 1897                  |                                                                               |                                                                               |
| Betreiber | MBTA                  |                                                                               |                                                                               |
| Passagiere täglich Stand 2019 | 138.000               |                                                                               |                                                                               |
| Streckenverlauf |                       |                                                                               |                                                                               |
| \| \| \| E Mystic Valley Parkway geplant \| \| \| \| \| E Medford/Tufts \| \| \| \| \| Ball Square \| \| \| \| \| Magoun Square \| \| \| \| \| Gilman Square \| \| \| \| \| East Somerville \| \| \| \| \| D Union Square \| \| \| \| \| \| \| \| \| \| Lechmere \| \| \| \| \| Charles River \| \| \| \| \| Science Park \| \| \| \| \| \| \| \| \| \| Orange Line von Oak Grove \| \| \| \| \| Kehranlage North Station \| \| \| \| \| C North Station \| \| \| \| \| Haymarket \| \| \| \| \| Orange Line nach Forest Hills \| \| \| \| \| \| \| \| \| \| Government Center Loop \| \| \| \| \| Blue Line von Bowdoin \| \| \| \| \| D Government Center \| \| \| \| \| Blue Line nach Wonderland \| \| \| \| \| \| \| \| \| \| \| \| \| \| \| Park Street Loop \| \| \| \| \| \| \| \| \| \| A B Park Street Red Line \| \| \| \| \| Boylston \| \| \| \| \| ehem. Pleasant Street Portal \| \| \| \| \| Arlington \| \| \| \| \| Copley \| \| \| \| \| Green Line E nach Heath Street \| \| \| \| \| Hynes Convention Center \| \| \| \| \| Kenmore \| \| \| \| \| \| \| \| \| \| Green Line A nach Watertown Yard (ehem.) und Green Line B nach Boston College \| \| \| \| \| \| \| \| \| \| Green Line D nach Riverside \| \| \| \| \| Green Line C nach Cleveland Circle \| \| |                       |                                                                               |                                                                               |
| U-Bahn-Kopfbahnhof Streckenanfang (Strecke außer Betrieb) |                       | E Mystic Valley Parkway geplant                                               | E Mystic Valley Parkway geplant                                               |
| U-Bahn-Bahnhof |                       | E Medford/Tufts                                                               | E Medford/Tufts                                                               |
| U-Bahn-Haltepunkt / Haltestelle |                       | Ball Square                                                                   | Ball Square                                                                   |
| U-Bahn-Haltepunkt / Haltestelle |                       | Magoun Square                                                                 | Magoun Square                                                                 |
| U-Bahn-Haltepunkt / Haltestelle |                       | Gilman Square                                                                 | Gilman Square                                                                 |
| U-Bahn-Haltepunkt / Haltestelle |                       | East Somerville                                                               | East Somerville                                                               |
| U-Bahn-Kopfbahnhof Streckenanfang und quer · U-Bahn-Abzweig geradeaus und von rechts |                       | D Union Square                                                                | D Union Square                                                                |
| U-Bahn-Strecke Anfang Hochstrecke |                       |                                                                               |                                                                               |
| U-Bahn-Haltepunkt / Haltestelle |                       | Lechmere                                                                      | Lechmere                                                                      |
| U-Bahn-Strecke unter Wasserlauf |                       | Charles River                                                                 | Charles River                                                                 |
| U-Bahn-Haltepunkt / Haltestelle |                       | Science Park                                                                  | Science Park                                                                  |
| U-Bahn-Tunnelanfang |                       |                                                                               |                                                                               |
| U-Bahn-Strecke (im Tunnel) · U-Bahn-Strecke (im Tunnel) |                       | Orange Line von Oak Grove                                                     | Orange Line von Oak Grove                                                     |
| U-Bahn-Blockstelle (im Tunnel) · U-Bahn-Strecke (im Tunnel) |                       | Kehranlage North Station                                                      | Kehranlage North Station                                                      |
| U-Bahn-Bahnhof (im Tunnel) · U-Bahn-Bahnhof (im Tunnel) |                       | C North Station                                                               | C North Station                                                               |
| U-Bahn-Bahnhof (im Tunnel) · U-Bahn-Bahnhof (im Tunnel) |                       | Haymarket                                                                     | Haymarket                                                                     |
| U-Bahn-Strecke (im Tunnel) · U-Bahn-Strecke nach links (im Tunnel) |                       | Orange Line nach Forest Hills                                                 | Orange Line nach Forest Hills                                                 |
| |                       |                                                                               |                                                                               |
| U-Bahn-Abzweig geradeaus und von links (im Tunnel) · U-Bahn-Abzweig geradeaus und von rechts (im Tunnel) |                       | Government Center Loop                                                        | Government Center Loop                                                        |
| U-Bahn-Strecke (im Tunnel) · U-Bahn-Strecke (im Tunnel) · U-Bahn-Strecke geradeaus (im Tunnel) |                       | Blue Line von Bowdoin                                                         | Blue Line von Bowdoin                                                         |
| U-Bahn-Bahnhof (im Tunnel) · U-Bahn-Bahnhof (im Tunnel) · U-Bahn-Bahnhof (im Tunnel) |                       | D Government Center                                                           | D Government Center                                                           |
| U-Bahn-Strecke nach links (im Tunnel) · U-Bahn-Kreuzung mit Tunnelstrecke und geradeaus oben (im Tunnel) · U-Bahn-Kreuzung mit Tunnelstrecke und geradeaus oben (im Tunnel) |                       | Blue Line nach Wonderland                                                     | Blue Line nach Wonderland                                                     |
| |                       |                                                                               |                                                                               |
| U-Bahn-Verschwenkung nach links und nach rechts (im Tunnel) |                       |                                                                               |                                                                               |
| U-Bahn-Abzweig geradeaus und von links (im Tunnel) · U-Bahn-Abzweig geradeaus und von rechts (im Tunnel) |                       | Park Street Loop                                                              | Park Street Loop                                                              |
| U-Bahn-Verschwenkung von links und von rechts (im Tunnel) |                       |                                                                               |                                                                               |
| U-Bahn-Strecke quer (im Tunnel) · U-Bahn-Turmbahnhof mit Tunnelstrecke (im Tunnel) · U-Bahn-Strecke quer (im Tunnel) |                       | A B Park Street Red Line                                                      | A B Park Street Red Line                                                      |
| U-Bahn-Haltepunkt / Haltestelle (im Tunnel) |                       | Boylston                                                                      | Boylston                                                                      |
| U-Bahn-Abzweig geradeaus und ehemals nach links (im Tunnel) · U-Bahn-Strecke quer (außer Betrieb) (im Tunnel) |                       | ehem. Pleasant Street Portal                                                  | ehem. Pleasant Street Portal                                                  |
| U-Bahn-Haltepunkt / Haltestelle (im Tunnel) |                       | Arlington                                                                     | Arlington                                                                     |
| U-Bahn-Haltepunkt / Haltestelle (im Tunnel) |                       | Copley                                                                        | Copley                                                                        |
| U-Bahn-Abzweig geradeaus und nach links (im Tunnel) |                       | Green Line E nach Heath Street                                                | Green Line E nach Heath Street                                                |
| U-Bahn-Haltepunkt / Haltestelle (im Tunnel) |                       | Hynes Convention Center                                                       | Hynes Convention Center                                                       |
| U-Bahn-Haltepunkt / Haltestelle (im Tunnel) |                       | Kenmore                                                                       | Kenmore                                                                       |
| |                       |                                                                               |                                                                               |
| U-Bahn-Strecke Tunnelanfang und quer · U-Bahn-Abzweig geradeaus und nach rechts (im Tunnel) |                       | Green Line A nach Watertown Yard (ehem.) und Green Line B nach Boston College | Green Line A nach Watertown Yard (ehem.) und Green Line B nach Boston College |
| |                       |                                                                               |                                                                               |
| U-Bahn-Abzweig geradeaus und nach links (im Tunnel) · U-Bahn-Strecke quer (im Tunnel) |                       | Green Line D nach Riverside                                                   | Green Line D nach Riverside                                                   |
| U-Bahn-Tunnelende |                       | Green Line C nach Cleveland Circle                                            | Green Line C nach Cleveland Circle                                            |

Die Green Line ist eine U-Straßenbahn der Massachusetts Bay Transportation Authority (MBTA) in der Stadt Boston im Bundesstaat Massachusetts der Vereinigten Staaten sowie in angrenzenden Gebieten. Sie ist die älteste Stadtbahn in Boston und wird von den Einwohnern kurz als die „T“ bezeichnet. Die Streckenführung verläuft im Zentrum der Stadt im Untergrund und in äußeren Gebieten oberirdisch. Mit einer täglich beförderten Passagierzahl von 138.000 Personen im Jahr 2019 war sie auch die am meisten genutzte Light-rail-Linie der Vereinigten Staaten.

## Hintergrund
Die Linie besitzt eine grüne Farbe, weil sie vorwiegend durch den Grüngürtel der Stadt namens Emerald Necklace fährt. Die vier Zweige B, C, D und E sind Reste eines einst sehr umfangreichen Systems von Straßenbahnlinien, das im Jahr 1856 mit der Cambridge Railroad seinen Anfang nahm. Der älteste U-Bahn-Tunnel in Nordamerika ist der schrittweise vom 1. September 1897 bis zum 3. September 1898 eröffnete Tremont Street Subway, der bis heute gemeinsam mit angrenzenden Röhren Fahrzeuge aller Bahnlinien in das Bostoner Zentrum bringt.

## Liniennetz

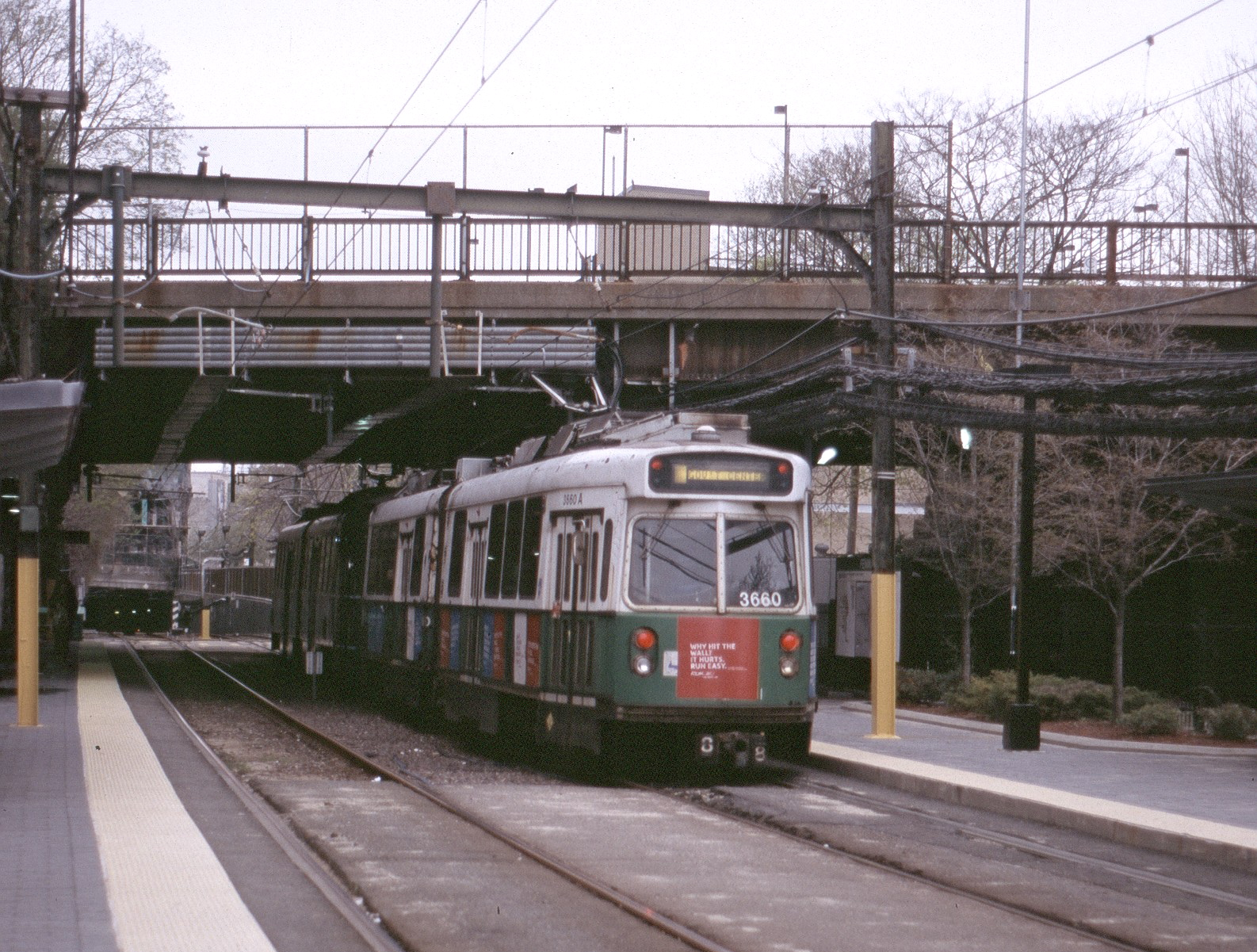
Kinki-Sharyo-Zug auf der D-Strecke an der Station Fenway, im Hintergrund der Tunnelmund (2007)

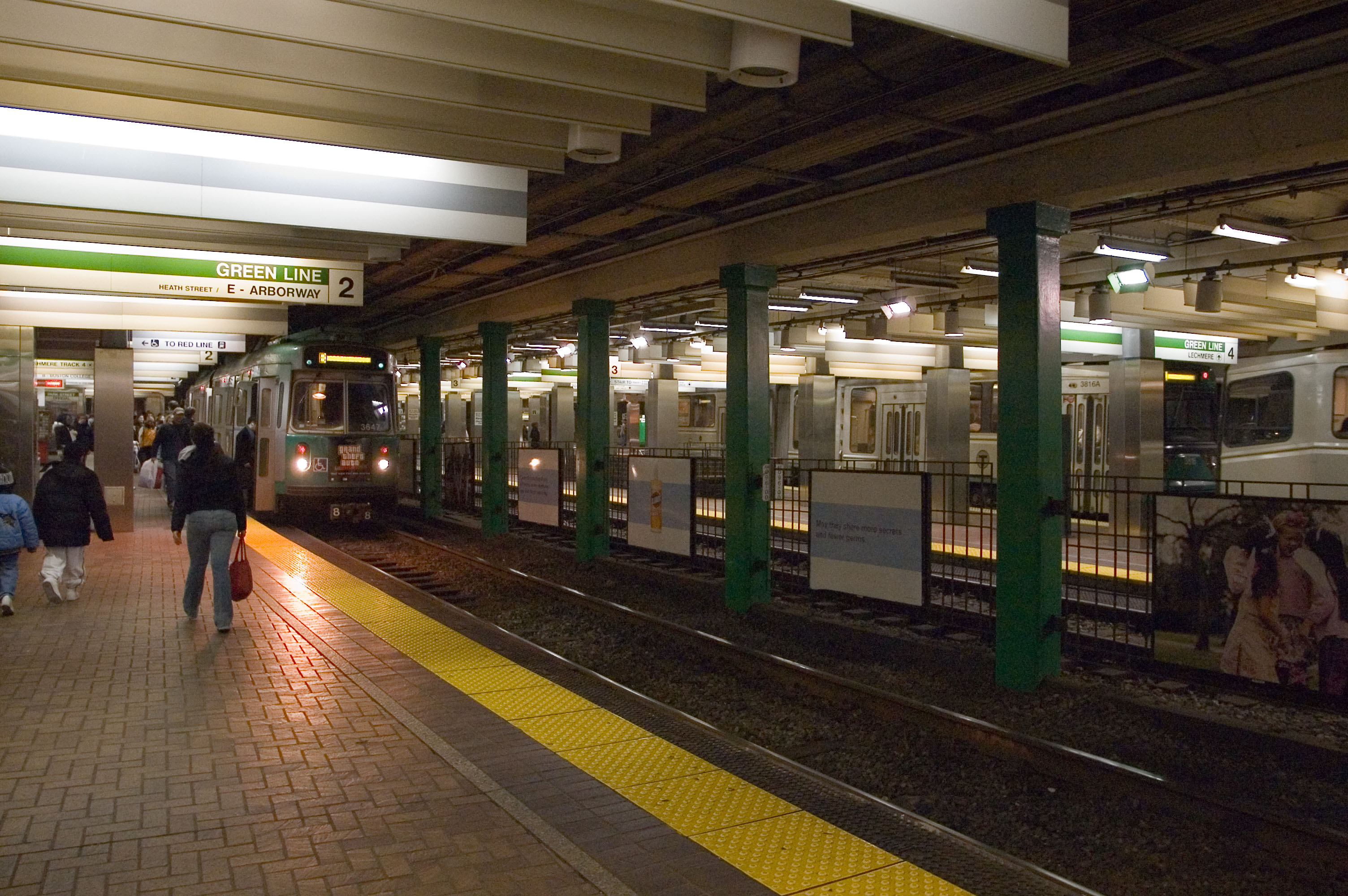
Zwei Züge der Green Line an der Station Park Street – links ein Zug des Typs 7 Kinki-Sharyo in Fahrtrichtung Boston College, im Hintergrund ein Zug des Typs 8 AnsaldoBreda in Fahrtrichtung Government Center (2006)

Die heutige Green Line endet im Norden mit ihrer Green Line E an der Station Medford/Tufts im nördlich von Boston gelegenen Medford. Von dort führt sie südlich über den Lechmere-Viadukt und durch den Tremont Street Subway unter das Stadtzentrum von Boston, anschließend weiter in Richtung Westen durch den Boylston Street Subway bis zur Station Kenmore. In Planungsdokumenten werden die Tunnel der Green Line, die durch die Stadtmitte und durch Back Bay führen, manchmal auch Central Subway genannt. Im Streckenverlauf teilt sich westlich der Station Copley die Linie „E“ ab und führt südwestlich durch den Huntington Avenue Subway, um anschließend die Oberfläche zu erreichen und dort entlang der Huntington Avenue bis zu ihrer Endstation Heath Street weiterzuführen.
Die Linien Green Line B und Green Line C beginnen beide am Government Center und zweigen jeweils westlich der Station Kenmore ab. Die Linie „B“ verläuft entlang der Commonwealth Avenue bis zu ihrer Endstation Boston College, die Linie „C“ erreicht auf der Beacon Street die Oberfläche und führt bis zur Endstation am Cleveland Circle. Die Green Line D führt vom Union Square über das Lechmere-Viadukt bis Kenmore, zweigt dort nach Süden ab und führt auf einem kreuzungsfreien Weg, der bis 1958 von der Boston and Albany Railroad genutzt wurde, bis zur Endstation Riverside.
Es gab auch eine Green Line A, die bis 1969 nach Watertown führte und dann eingestellt wurde. Tatsächlich hat nie ein Zug diese Bezeichnung geführt, obwohl die Systematik zwei Jahre vor Einstellung der Strecke eingeführt worden war. Die Schienen der Linie „A“ waren bis 1994 in Betrieb, um die in Watertown befindlichen Wartungseinrichtungen nutzen zu können.

## Rollmaterial
Wie auch die drei anderen U-Bahnlinien der MBTA fährt die Green Line auf Gleisen mit Normalspur. Im Fahrplanbetrieb verkehren Doppel- und Dreifachtraktionen verschiedener Typen.

### Geschichte
Zum Ende des 19. Jahrhunderts bestand der ursprüngliche Zweck des Tremont Street Subway darin, gewöhnlichen Straßenbahnen zu erlauben, die gröbsten Staus auf den Straßen in den dicht bevölkerten Regionen von Boston zu umgehen. Daher waren diese gewöhnlichen Straßenbahnen auch die ersten Schienenfahrzeuge, die auf der später als Green Line ausgewiesenen Strecke zum Einsatz kamen.
Viele Jahre lang nutzte die Green Line die zur Zeit der Großen Depression entwickelten PCC-Wagen. Nachdem Mitte der 1960er Jahre die Entwicklung einer neuen Baureihe, welche die PCC-Wagen eigentlich ersetzen und als Typ 6 bezeichnet werden sollte, an zu hohen Stückkosten gescheitert ist und die Beschaffung von Fahrzeugen, welche dem Prototyp TW 601 ähneln und von Düwag gebaut werden sollten, am Anfang der 1970er Jahre aufgrund der Verweigerung der dafür zuständigen Abteilung für innerstädtischen Nahverkehr des Verkehrsministeriums zur finanziellen Förderung der Beschaffung, welche mit den damals bestehenden Außenhandelsdefizit begründet wurde, gescheitert ist, wurden die meisten PCC-Wagen Mitte der 1970er Jahre nach und nach durch Boeing LRV des Herstellers Boeing Vertol ersetzt. Die erste Serie dieser Fahrzeuge litt jedoch unter chronischen Betriebsstörungen, was zu einer regelrechten Krise im Personennahverkehr führte. Die MBTA verlangte nach verlässlichem Material und rief ein umfangreiches PCC-Überholungsprogramm ins Leben, um Wartungszyklen zu verlängern und die Zuverlässigkeit zu erhöhen. Im Jahr 2011 waren immer noch zehn dieser Fahrzeuge auf der Ashmont–Mattapan High Speed Line der Red Line im Einsatz.
1987 gab die MBTA 100 LRV-Züge der zweiten Generation (Typ 7) bei der japanischen Firma Kinki Sharyo in Auftrag und bestellte 20 weitere im Jahr 1997. 
Mit einer Bestellung über 95 Straßenbahnwagen mit Niederflureinstieg bei AnsaldoBreda. Trotz technischer Schwierigkeiten bei diesem neuen Typ 8 wurde der letzte Wagen von Boeing Vertol im März 2007 außer Dienst gestellt. Im Jahr 2011 stellten die Züge von Kinky Sharyo gemeinsam mit den Breda-Zügen den Großteil des rollenden Materials der Green Line.
Von 2018 bis 2020 lieferte CAF 24 Fahrzeuge des Typs 9 mit 70 % Niederfluranteil.
Im Jahr 2022 bestellte die MBTA 102 siebenteilige Multigelenkwagen der Urbos-Familie bei CAF. Mit 34 Metern Länge sind sie deutlich größer als die älteren Sechsachser des Typs 7.
Einer der ersten Züge des Typs 5 mit der Nummer 5734 kann heute noch gemeinsam mit dem Zug PCC 3295 parkend auf einem Seitengleis der Station Boylston besichtigt werden. Sie wurden noch eine Zeit lang für historische Sonderfahrten genutzt, jedoch seit 1997 nicht mehr bewegt.

### Aktive Flotte
Mit Stand Juli 2021 sind folgende Züge auf der Green Line in Betrieb:
| Baujahr       | Hersteller   | Modell       | Länge            | Breite          | Spurweite | Niederflureinstieg | Nummern                                 | Bild |
| ------------- | ------------ | ------------ | ---------------- | --------------- | --------- | ------------------ | --------------------------------------- | ---- |
| 1986–1988     | Kinki Sharyo | Typ 7 LRV    | 72 ft (21,95 m)  | 104 in (2,64 m) | 1435 m    | Nein               | (36xx): 3600–3699 (davon noch 83 aktiv) |      |
| 1997          | Kinki Sharyo | Typ 7 LRV    | 72 ft (21,95 m)  | 104 in (2,64 m) | 1435 m    | Nein               | (37xx): 3700–3719 (davon noch 15 aktiv) |      |
| 1998–2007     | AnsaldoBreda | Typ 8 LRV    | 74 ft (22,56 m)  | 104 in (2,64 m) | 1435 m    | Ja                 | (38xx): 3800–3894 (davon noch 83 aktiv) |      |
| 2018–2020     | CAF          | Typ 9 LRV    | 74 ft (22,56 m)  | 104 in (2,64 m) | 1435 m    | Ja                 | (39xx): 3900–3923                       |      |
| 2022 bestellt | CAF          | Urbos Typ 10 | 112 ft (34,14 m) | 104 in (2,64 m) | 1435 m    | Ja                 |                                         |      |

### Außer Dienst gestellte Fahrzeuge
Die folgenden Angaben beinhalten nicht die Fahrzeuge aus der Ära der Boston Elevated Railway.
| Dienstjahre                                                                           | Hersteller                 | Modell     | Länge           | Breite          | Spurweite | Anzahl Züge insgesamt                                            |
| ------------------------------------------------------------------------------------- | -------------------------- | ---------- | --------------- | --------------- | --------- | ---------------------------------------------------------------- |
| 1976–2007                                                                             | Boeing Vertol              | Boeing LRV | 71 ft (21,64 m) | 104 in (2,64 m) | 1435 m    | 150                                                              |
| 1937–1985 (10 befinden sich noch im Einsatz auf der Ashmont–Mattapan High Speed Line) | Pullman Palace Car Company | PCC-Wagen  | 71 ft (21,64 m) | 100 in (2,54 m) | 1435 m    | 10 verbliebene; im Dienst der Green Line kamen mehr zum Einsatz. |

## Barrierefreiheit

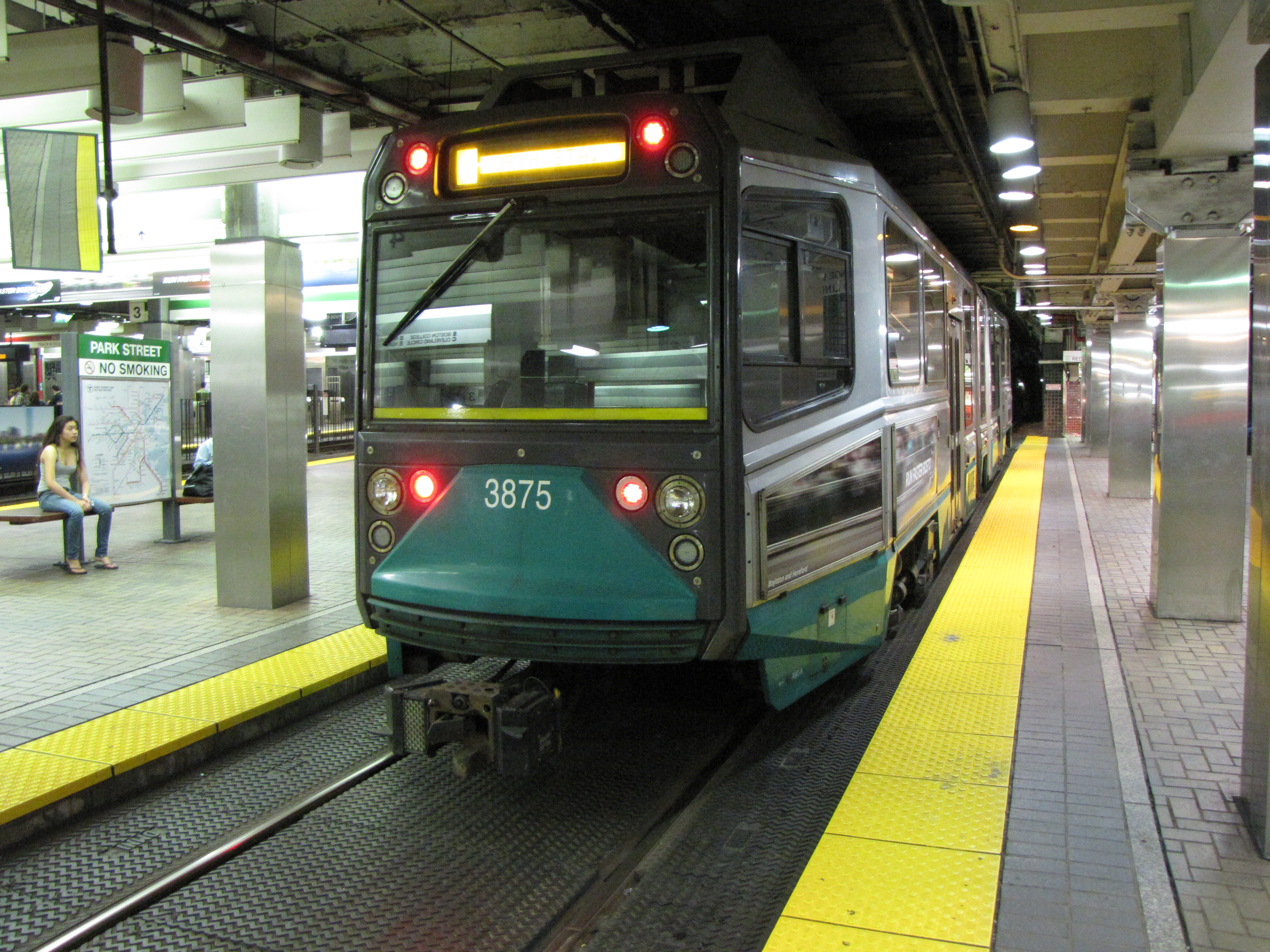
Ein Fahrzeug des Typs 8 (AnsaldoBreda)

Anders als die Red Line, Blue Line und Orange Line, die jeweils ausschließlich als U-Bahn ausgelegt sind und sich über im Niveau veränderbare Ein- und Ausstiege in Stationen an die Bahnsteighöhe flexibel anpassen können, ist die Green Line im Grunde eine teilweise unterirdisch fahrende Straßenbahn mit einer Vielzahl unterschiedlicher Fahrzeugtypen, die im Laufe ihrer Geschichte zum Einsatz kamen. Die Zugangsmöglichkeiten für behinderte Personen sind daher auf dieser Linie immer noch begrenzt.
Ursprünglich waren an keiner Station der Green Line flexible Plattformen vorhanden, so dass die Passagiere mehrere Stufen in das Fahrzeug hinauf steigen mussten, was insbesondere für Personen mit Gehbehinderung eine teilweise nicht überwindbare Hürde darstellte. Um diesem Problem zu begegnen, wurden zwei wesentliche Veränderungen durchgeführt:
- An einigen Stationen gibt es Rollstuhlrampen und Hebebühnen, die sich jedoch im Einsatz als sehr zeitraubend erwiesen haben und bei hohem Verkehrsaufkommen für deutliche Verspätungen sorgen.
- Es werden schrittweise mit Niederflurtechnik ausgestattete Fahrzeuge eingesetzt, um ein schnelleres Ein- und Aussteigen von Passagieren mit Rollstuhl zu ermöglichen.

Dazu wurden in einem ersten Schritt 100 Niederflur-Fahrzeuge vom italienischen Hersteller AnsaldoBreda bestellt, die von Pininfarina ein modernes Aussehen bekamen. Diese Fahrzeuge waren jedoch zunächst problematisch im Betrieb und schwierig in der Wartung – die ersten eingesetzten Exemplare fielen alle 640 km aus, während die Spezifikationen der MBTA eigentlich 14.500 km vorsehen. Zudem neigten sie zum Entgleisen, was die MBTA zu einer zusätzlichen Investition von 9,5 Millionen US-Dollar zwang, um die Schienenstrecken so zu modifizieren, dass dieses Problem nicht mehr auftrat. Allerdings gab es dadurch wiederum einige Schwierigkeiten mit den Fahrzeugen von Boeing. Die MBTA wurde dafür kritisiert, dass sie die Zuverlässigkeit der Fahrzeuge von AnsaldoBreda vor dem Kauf und während der Auslieferung nicht hinreichend geprüft habe.
Im Dezember 2004 stornierte die MBTA ihren Auftrag für die restlichen als Teil eines ursprünglich über 9 Jahre angelegten und 225 Millionen US-Dollar umfassenden Projekts bei AnsaldoBreda bestellten Fahrzeuge. Ein Jahr später gab die MBTA bekannt, dass sie in neue Vertragsverhandlungen mit dem italienischen Händler eingestiegen sei, wobei der Auftragsumfang auf 85 Fahrzeuge reduziert wurde. Die verbliebene Summe solle nur gezahlt werden, wenn die Fahrzeuge alle Spezifikationen erfüllen. Die Produktion des letzten Fahrzeugs dieses Auftrags wurde am 14. Dezember 2006 abgeschlossen. Ende 2007 gab die MBTA jedoch bekannt, dass sie aufgrund der hohen Auslastung der Green Line mit AnsaldoBreda vereinbart habe, weitere zehn Fahrzeuge zu liefern, so dass insgesamt 95 der ursprünglich 100 Fahrzeuge zum Einsatz kommen sollten. Die übrigen 5 Fahrzeuge sollten lediglich unfertig als Ersatzteillager geliefert werden. Im Juni 2008 waren 90 Fahrzeuge des Typs 8 im Einsatz, ein Exemplar wurde bei einer Entgleisung mit entstehendem Feuer schwer beschädigt und vier weitere befanden sich noch in der Testphase. Nach mehreren Jahren, in denen Umbauten an den Gleisen der Green Line D durchgeführt wurden, konnten auch dort wieder die Fahrzeuge von AnsaldoBreda eingesetzt werden, so dass sie heute auf jedem Zweig der Linie ungehindert fahren können.
Die MBTA betreibt auf der Green Line Züge mit einem, zwei oder drei Fahrzeugen, abhängig von der Nachfrage und Verfügbarkeit. Mit Stand Dezember 2011 werden Züge mit zwei Fahrzeugen kontinuierlich von Montag bis Freitag eingesetzt, während drei Fahrzeuge auf ausgewählten Strecken während der Hauptverkehrszeit auf den Linien „B“, „D“ und „E“ um Einsatz kommen. Zugleich versprach sie, in jedem Verbund aus zwei oder mehr Fahrzeugen mindestens eines von AnsaldoBreda mit Niederflurtechnik einzusetzen.
Im Jahr 2022 wurden 102 Niederflurfahrzeuge bestellt, um die übrigen Hochflurwagen zu ersetzen.

## Ausbau nach Somerville/Medford

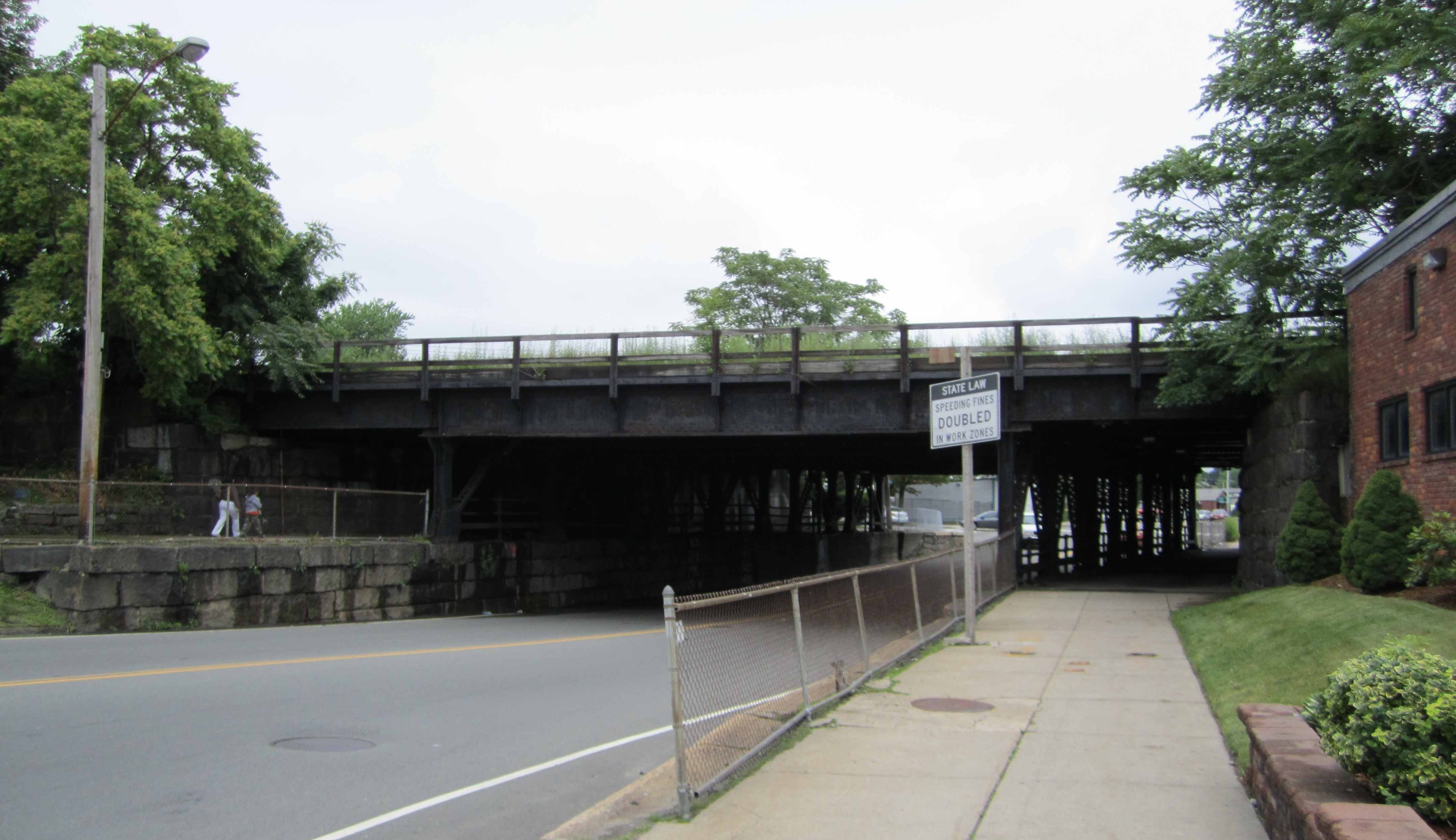
Standort der neuen Green Line-Station East Somerville vor dem Umbau

Um einen Gerichtsstreit mit der Conservation Law Foundation beizulegen, welche den Commonwealth of Massachusetts dazu verklagt hatte, die durch den Big Dig gestiegenen Automobil-Emissionen zu verringern, willigte dieser ein, die Green Line von ihrer bisherigen nördlichen Endstation Lechmere bis nach Medford/Tufts zu verlängern. Die Erweiterung führt durch die beiden Bostoner Vororte Somerville und Medford, die vorher durch die MBTA im Hinblick auf die Bevölkerungsdichte, ihre wirtschaftliche Bedeutung sowie ihre räumliche Nähe zu Boston unterdurchschnittlich versorgt waren. Für die Erweiterung wurden zwei bestehende Gleisstrecken verwendet, die früher von der Lowell Line mit dem Downeaster und der Fitchburg Line genutzt wurden. Die sieben neuen Stationen, von denen Lechmere durch die Verlängerung der aufgeständerten Trasse nur verlegt wurde, sind für Fahrradfahrende und Fußgänger gut zugänglich, bieten aber keine neuen Parkplätze. 
Planung und Bau verliefen immer wieder mit Verzögerungen. 2009 sollten die neuen Haltepunkte der erweiterten Strecke, eine versetzte Station in Lechmere, an der Washington Street, Gilman Square, Lowell Street, Ball Square, Hillside an der College Avenue in Medford am Campus der Tufts University sowie die Endstation an der Massachusetts Route 16 und dem Mystic Valley Parkway in Somerville am Mystic River umfassen. Ein möglicher weiterer Haltepunkt an der Winthrop Street und Boston Avenue wurde aufgrund der Nähe zu anderen Stationen und Anliegerprotesten aus den Planungen gestrichen. Der Ausbau sollte planmäßig am 31. Dezember 2014 abgeschlossen sein. Das MassDOT gab im August 2010 bekannt, dass aufgrund von Budgetmangel der Teil von der College Avenue bis zum Highway 16 in eine zweite, zukünftige Erweiterungsphase ausgelagert werden und nicht mehr Bestandteil des aktuellen Vorhabens sein solle. Im August 2011 informierte MassDOT darüber, dass die Eröffnung der Erweiterung frühestens im Herbst 2018 erfolgen könne. Die Vervollständigung der Strecke bis zur College Avenue könnte sich bis 2020 verlagern, während der Endpunkt am Mystic Valley Parkway auf unbestimmte Zeit aus der Planung genommen wurde. Der Grund für die Verzögerungen liegt in erschwerten Bedingungen beim Landkauf und in Bedenken im Hinblick auf Kosten und Finanzierung.
Letztlich wurden der Abzweig zum Union Square als neuer Endpunkt der Linie D am 21. März 2022 und die Verlängerung der Strecke in den Norden nach Medford/Tufts am 12. Dezember 2022 eröffnet.
Nach ursprünglichen offiziellen Angaben wird erwartet, dass allein auf der erweiterten Streckenführung der Green Line werktäglich 52.000 Personen unterwegs sein werden. Damit würde die MBTA insgesamt 7–8.000 neue Passagiere gewinnen.

## Unfälle
Am 28. Mai 2008 kollidierten zwei Züge der Green Line D in Newton. Einer der beiden Straßenbahnführer wurde getötet, viele Passagiere kamen mit unterschiedlich schweren Verletzungen ins Krankenhaus. Zunächst wurde angenommen, dass ein Telefonat mit einem Mobiltelefon den Unfall verursachte, jedoch wurde im Nachhinein festgestellt, dass der tatsächliche Grund ein durch Schlaf-Apnoe verursachter Sekundenschlaf des Fahrzeugführers war.
Am 8. Mai 2009 stießen zwei Fahrzeuge der Green Line im Tunnel zwischen der Park Street Station und der Government Center Station zusammen, als der 24-jährige Fahrer eines der Züge seiner Freundin während der Fahrt eine SMS schickte. Daraufhin wurden von der MBTA strengere Regeln zur Nutzung von Mobiltelefonen erlassen. Der verursachende Fahrer hatte vor dem Unfall aufgrund seiner Ablenkung ein Haltesignal übersehen. 46 Personen wurden bei dem Unfall verletzt. Nach offiziellen Angaben der MBTA entstand ein Schaden in Höhe von 9,6 Millionen US-Dollar.
Ein Pilotversuch einer Technologie zur Vermeidung von Kollisionen war auf der Ashmont–Mattapan High Speed Line für das Jahr 2009 vorgesehen und hatte das Ziel, Übertragungsmöglichkeiten auf die Green Line zu untersuchen.
Die Green Line steht seit Jahren in der US-amerikanischen Statistik der Straßenbahn-Entgleisungen an oberster Stelle. Im Jahr 2007 wurde ein Höhepunkt erreicht, als 29 Züge der Linie entgleisten. Seitdem wurde die Sicherheit deutlich verbessert, doch kommt es weiterhin relativ häufig zu Entgleisungen. Am 10. März 2014 entgleiste ein Zug der D-Line zwischen den Stationen Kenmore und Fenway und prallte gegen die Wand des Tunnels. Sieben Passagiere wurden dabei leicht verletzt. Nach einer Untersuchung wurde der Unfall auf Versagen des Fahrzeugführers zurückgeführt.